# 莱谢克·米莱尔

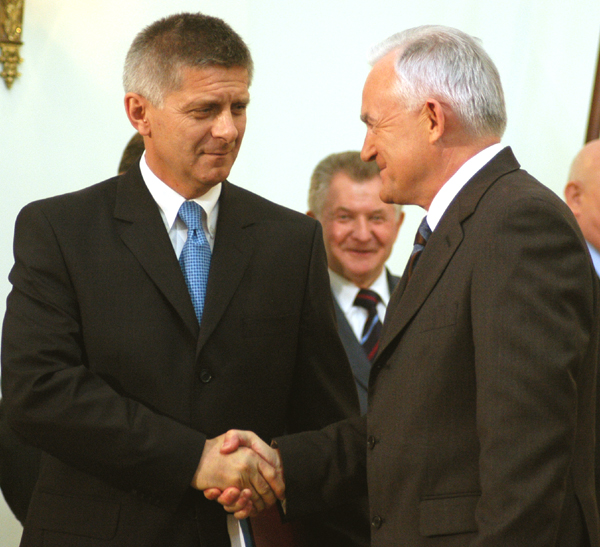
莱谢克·米莱尔与马雷克·贝尔卡, 2004年

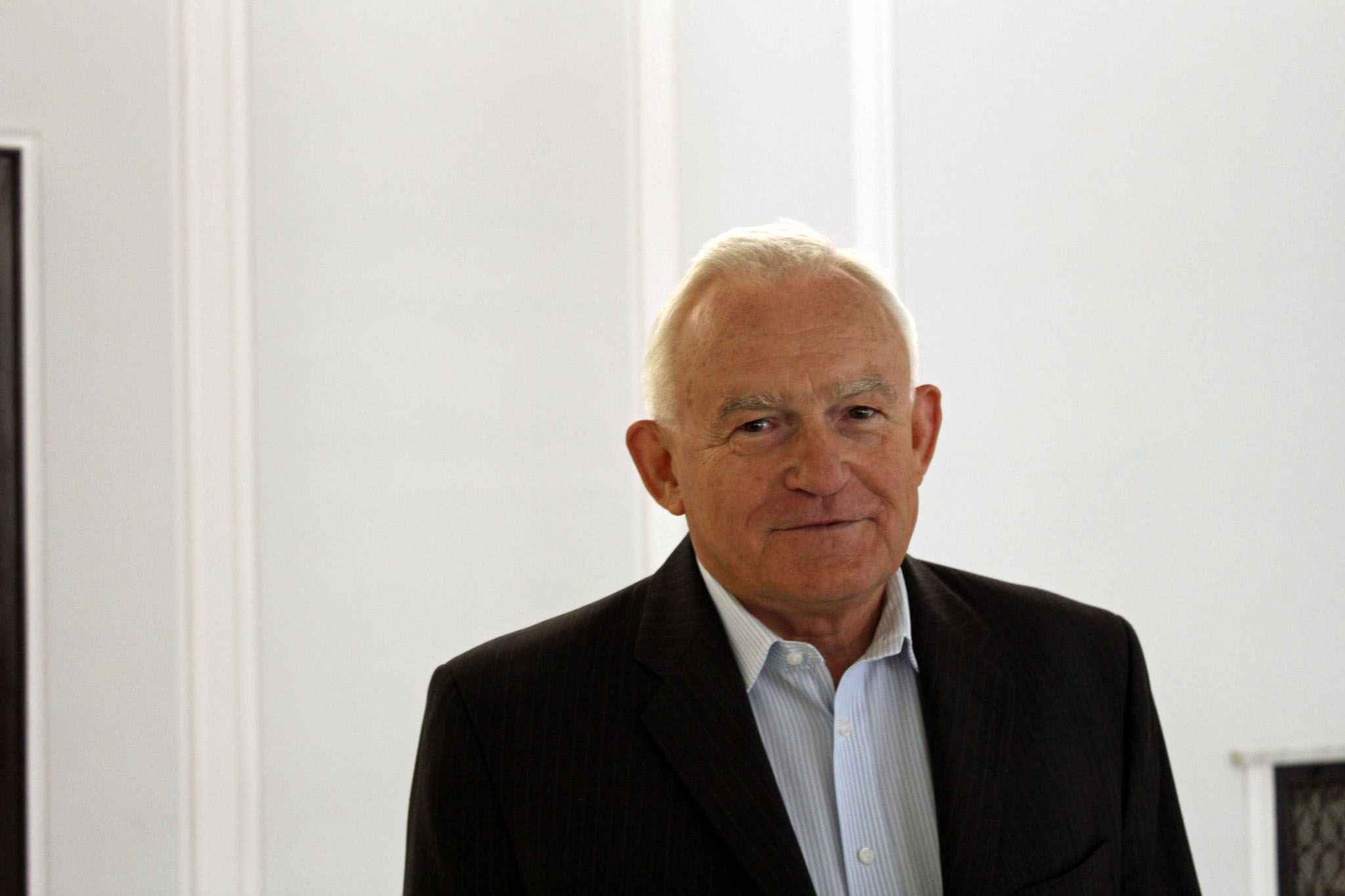
莱谢克·米莱尔

莱谢克·采扎里·米莱尔（波蘭語：Leszek Cezary Miller，[ˈlɛʂɛk ˈmillɛr]  试听，1946年7月3日—），波兰左翼政治人物，2001年到2004年担任波兰总理。他是民主左派联盟的前任领导人(2011年12月10日至2016年1月23日)。